# Języki perskie
Języki perskie – zespół bardzo blisko spokrewnionych ze sobą języków w podgrupie południowo-zachodnioirańskiej.

## Klasyfikacja Merritta Ruhlena
Języki irańskie
- Języki zachodnioirańskie
  - Języki południowo-zachodnioirańskie
    - Języki tackie
    - Języki fars
    - Języki luri
    - Języki perskie
      - Język staroperski†
      - Język perski
      - Język tadżycki

## Klasyfikacja Ethnologue
Języki irańskie
- Języki zachodnioirańskie
  - Języki południowo-zachodnioirańskie
    - Języki fars
    - Języki luri
    - Języki tackie
    - Języki perskie
      - Język aimaq
      - Język bucharski
      - Język dari
      - Język dehwari
      - Język dzhidi
      - Język hazaragi
      - Język pahlawani
      - Język perski
      - Język tadżycki